# 戴維·瓊斯的箱子

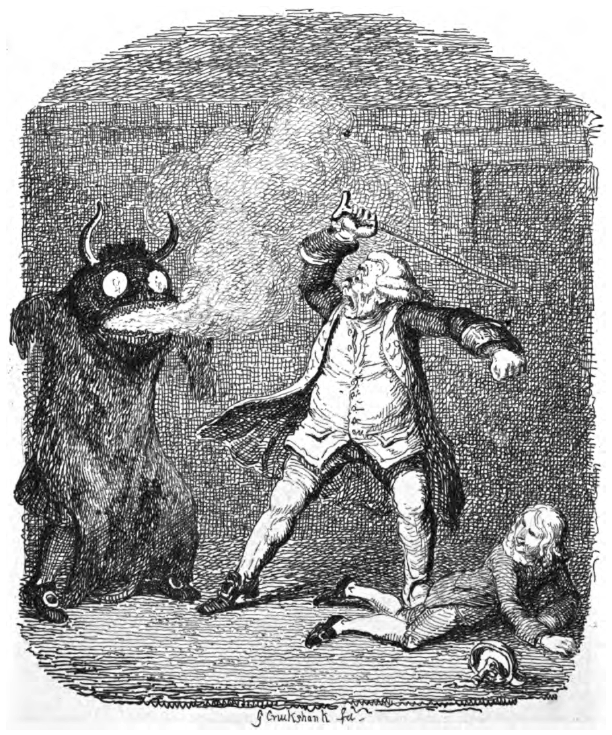
1832年由George Cruikshank所畫的戴維·瓊斯

戴維·瓊斯的箱子（英語：Davy Jones' Locker），水手使用的黑話，意思是大海的海底，死亡水手沈睡的地方。這個俗語來自於18世紀英國皇家海軍，他們稱呼海上的惡靈、聖徒、或保護神，為戴維·瓊斯（英語：Davy Jones），詳細的來源則不詳。當水手在船上死亡，英國皇家海軍會將他用布包起來，從船上丟到大海，沈入海底，讓他從此長眠在「戴維·瓊斯的箱子(或是保險箱)」中。
如果水手在海中溺斃，或是發現溺斃的屍首，海軍同樣會將他再抛回海中。因此「戴維·瓊斯的箱子」被當成是溺斃、海難的隱語。